# Cēsis
Cēsis (latvijska izgovorjava: [tseːsis], nemško Wenden, livonsko Venden, estonsko Võnnu, poljsko Kieś) je mesto v Latviji, v severnem delu višavja Vidzeme. Mesto Cēsis z okoli 15.000 prebivalci (2024) leži v dolini reke Gauja in je zgrajeno na vrsti grebenov nad reko s pogledom na gozd pod njim. Je bilo eno od mest kandidatk za naziv Evropska prestolnica kulture 2014 (latvijsko mesto, ki je osvojilo naslov, je bila Riga).

## Zibelka latvijske državne zastave
Po izročilu je bil tu nekoč ranjen latvijski kralj Visvaldis med bojem proti tujim zavojevalcem. Ko je legel na belo zastavo predaje in umrl, je njegova kri zastavo na desni in levi strani telesa obarvala v temno rdečo barvo. Tam, kjer je ležalo kraljevo telo, je prapor ostal bel. Rdeče-belo-rdeč prapor je pisno potrjen od leta 1270.
Po letu 1870 je postala latvijska nacionalna zastava.

## Grad
Najstarejše naselje v Cēsisu je gradišče na hribu Riekstu, utrjen lesen grad, ki ga je zgradilo finsko-baltsko pleme, ki je živelo na območju od 12. do 16. stoletja, imenovano Vendi. V grajskem parku je še vedno mogoče videti 18 metrov visoko kopo z delno ohranjenim utrdbenim sistemom. Naselje je bilo blizu glavnih trgovskih poti z zahoda na vzhod in je prevladovalo na podeželju.
Nemški križarji, znani kot Livonski bratje meča, so začeli graditi grad Wenden v bližini gradišča leta 1209. Ko so grad povečali in utrdili, je služil kot rezidenca mojstra reda. Leta 1577 je med livonsko vojno posadka uničila grad, da bi preprečila, da bi padel pod nadzor Ivana Groznega, ki je bil v bitki pri Wendnu (1577–1578) odločilno poražen. Leta 1598 je bil vključen v poljsko-litovsko skupnost in ustanovljeno je bilo vojvodstvo Wenden. Leta 1620 je Wenden osvojila Švedska. Kasneje je bil obnovljen, vendar ga je ruska vojska leta 1703 med veliko severno vojno ponovno uničila in pustila propadanju. Od konca 16. stoletja so bili prostori gradu reda prilagojeni zahtevam grajskega posestva Cēsis. Ko je leta 1777 grof Sievers dobil grajsko posestvo Cēsis, je dal postaviti novo rezidenčno hišo na mestu Vzhodnega bloka gradu, ki je njegovo končno steno združil z utrdbenim stolpom. Zgodovinski muzej Cēsis je od leta 1949 v Novem gradu na posestvu gradu Cēsis. Prednje dvorišče Novega gradu obdaja kašča in hlev s kočijami, v katerem je danes razstavna dvorana muzeja. Poleg kašče je najstarejša pivovarna v Latviji - Cēsu Alus, ki je bila zgrajena leta 1878 v zadnjih letih prebivanja grofa Sieversa, vendar njeno poreklo sega v čas Livonskega reda.
Nadalje je grajski park Cēsis, ki je bil postavljen leta 1812. Park ima takratno romantično značilnost s svojimi pešpoti, eksotičnimi rastlinami in vodami ribnika, ki odsevajo ruševine gradu.

## Mesto
Načrtovanje mesta Cēsis je bilo izvedeno v drugi polovici 13. stoletja. Tržnica s cerkvijo je bila v središču mesta. Središče bivanja je bil kamniti grad Livonskega reda s tremi utrjenimi stolpi. Mesto je obdajal tudi dolomitni kamniti zid z osmimi stolpi in petimi vrati. Med stavbami iz srednjega veka so cerkev sv. Janeza (zgrajena 1281–1284), ruševine gradu in utrjeno obzidje, katerih deli so še vedno vidni na Vaļņu iela in Palasta iela. Poleg tega je starodavno cestno omrežje in gradbena zemljišča preživela že od srednjeveških časov, čeprav so bile mnoge stavbe same uničene (zadnja uničena leta 1748). Stavbe iz 18. stoletja je mogoče videti na št. 16 in 25 Rīgas iela, medtem ko so hiše, zgrajene v prvi polovici 19. stoletja, na 15 in 47 Rīgas iela, 6 Gaujas iela in druge ulice.
V drugi polovici 19. stoletja je gradnja avtoceste Rīga-Pskov (1868) in železniške proge Rīga-Valka (1889) pospešila razvoj mesta. Raunas iela, ki vodi od železniške postaje do starega mestnega jedra, je bila razvita kot široka ulica z Latvijsko društveno hišo na naslovu 10 Raunas iela (arhitekt Augusts Malvess), stavba deželnega sodišča na Raunas iela 14 (arhitekt P. Mengelis) in druge pomembne stavbe.
Bitka pri Cēsiju junija 1919, ko so estonske in latvijske sile premagale Nemce, je bila ena odločilnih bitk v latvijski vojni za neodvisnost.
Mesto Cēsis je bilo razvito tudi kot zdravilišče. V bližini Gauje so bili zgrajeni vrhunski poletni domovi in zdravstveni domovi. Cīrulīši v bližini jame Svētavots (Sveti izvir) so najpomembnejši med njimi, z izvirom, ki naj bi imel zdravilne moči.
- Spomenik zmage na trgu Union v Cēsiju
- Luteranska cerkev svetega Janeza Krstnika v Cēsiju.
- Pravoslavna cerkev Kristusovega spremenjenja v Cēsisu
- Ruševine gradu v Cēsisu

## Upravno okrožje Cēsu novads
Leta 2009 je bilo skupaj s podeželsko skupnostjo Vaive ustanovljeno upravno okrožje Cēsu novads.

## Pobratena mesta
Cēsis je pobraten z:
- Achim, Nemčija
- Baku, Azerbajdžan
- Okrožje Gatčinski, Rusija
- Konstancin-Jeziorna, Poljska
- Rakvere, Estonija
- Rokiškis, Litva
- Občina Tyresö, Švedska
- Zhovkva, Ukrajina